# زنکوفکا
زنکوفکا (به لاتین: Zenkovka) یک منطقهٔ مسکونی در روسیه است که در استان آمور واقع شده‌است.